# Хуго IV фон Лютцелщайн
Хуго IV фон Лютцелщайн (на немски: Hugo IV (III), Graf von Lutzelstein; * пр. 1266; † между 22 юли 1304 и 16 юли 1315) е граф на Лютцелщайн (Ла Петит-Пиер; на френски: La Petite-Pierre) в Гранд Ест в Елзас, от 15 век в Херцогство Лотарингия.

## Произход
Той е най-големият син на граф Хуго III фон Лютцелщайн († сл. 1280/1283) и съпругата му Елизабет фон Саарбрюкен († сл. 1271), дъщеря на граф Симон III фон Саарбрюкен († 1240) и принцеса Лаурета от Горна Лотарингия († сл. 1226), дъщеря на херцог Фридрих II от Лотарингия († 1213) от фамилията Дом Шатеноа и Агнес от Бар († 1226).

## Фамилия
Хуго IV фон Лютцелщайн се жени за Елизабет фон Финстинген († сл. 1301), дъщеря на Куно фон Малберг († 1262) и фон Лайнинген, дъщеря на граф Фридрих II фон Саарбрюкен-Лайнинген († 1237). Те имат трима сина:
- Николас фон Лютцелщайн († 23 ноември 1316 – 11 март 1318), женен за Катарина фон Болхен († сл. 1318); имат 1 син
- Филип фон Лютцелщайн († сл. 1317)
- Фолмар фон Лютцелщайн († сл. 1318)